# Autopista
Une autopista est ce que l'on appelle autoroute en Espagne et à usage payant. 
Le préfixe utilisé est en principe la lettre « AP-xx » quand elle est à usage national (A pour autopista et P pour peaje). 
La plupart des autopistas sont concentrées au nord du pays dans des communautés telles que la Catalogne, le Pays basque ainsi que la Galice. On trouve aussi des autoroutes payantes dans la Communauté de Madrid ainsi qu'en Andalousie.
Sans oublier que l'autoroute possède aussi son histoire, la première autoroute est inaugurée en 1942, elle relie Madrid à l’aéroport de Madrid-Barajas.
En 1965, un premier tronçon à péage est ouvert autour de Madrid en direction de la Sierra de Guadarrama et enfin en 1970 c'est le début d'une longue liaison partant de Barcelone en direction de la frontière hispano-française, et c'est dans les années 1980 qu'une liaison autoroutière est faite entre la frontière française ( La Jonquera ) jusqu'au Sud de l'Espagne.
Les autopistas doublent toujours une route nationale ou une autovía déjà en service. C'est en partie pour cela que le nombre d'échangeurs sur les autovías est bien plus important que sur les autopistas. Comme pour exemple le doublon AP-2/A-2 entre Barcelone et Lérida ou encore l'AP-7/A-7 entre Valence et Vera et dans la Province de Malaga.
Enfin, les autopistas possèdent un nombre raisonnable d'aires de service et de repos, ce qui n'est pas toujours le cas pour les autovías. 
Il faut savoir avant toute chose, ce qu'est une autopista et une autovia et leurs différences.  
Une autovia est une route qui ne répond pas a toutes les exigences d'une autoroute, chaque autovia a une route distincte pour chaque sens de circulation. 
Sans oublier que leur gestion est toujours publique et est assurée par l'État ou les communautés autonomes.
Une autopista est une route spécialement conçue et construite pour la circulation exclusive des automobiles, sa gestion reste privée.